# Сава Анђелковић (глумац)
Сава Анђелковић, (Краљево, 27. август 1948) је чувени српски глумац, редитељ, театролог и лектор.

## Биографија
Сава Анђелковић је у Краљеву завршио основну школу и гимназију, али и драмски студио у класи Радослава Веснића. У позоришту 14.октобар започео је своју глумачку каријеру.
Специјализовао је луткарство на Позоришној академији у Софији (ВИТИЗ) код професора Атанаса Илкова. Дипломирао је на Филолошком факултету у Београду на групи за Српскохрватски језик и југословенске књижевности са темом: Родбинске лексеме у српским народним загонеткама Стојана Новаковића, Магистрирао (1996) и докторирао (2001) на Универзитету Париз IV, Сорбона са темом: Комедије Јована Стерија Поповића. На истом универзитету радио је као виши лектор (часови историје уметности, драмске књижевности) и као доцент Славистике (часови историје уметности и драмске књижевности). Годинама је водио двојезички студентски Атеље театар на српскохрватском језику у коме је до 2017. године адаптирао и режирао 44 представе, француских, босанско-херцеговачких, црногорских, хрватских и српских аутора.
Професионалну каријеру глумца започео је 1975. године у Народном позоришту у Ужицу, а глумца-аниматора (1976-1994) наставио је у Малом позоришту "Душко Радовић" у Београду, где је током деветнаест година, остварио око 70 улога у луткарским и драмским представама. Такође је учествовао у стотинак радио-драмских и телевизијских емисија.

### Представе
Сава Анђелковић је поред матичног позоришта, наступао и на другим сценама:
- Југословенско драмско позориште: „Животињска фарма“, редитељка: Суада Капић;

- Атеље 212 „Сељаци, радници и поштена интелигенција“, редитељ. Бранко Плеша,
- Нова осећајност „Мера“ Бертолда Брехта,
- Театар поезије „Писма Нори“, Џејмса Џојса, редитељ Драган Петровић,
- Студентски Културни Центар „Адам и Ева“ Мирослава Крлеже и „Зима једног лава“ Џејмса Голдмана, као и учешће у бројним радио-драмским емисијама.

##### Мало позориште „Душко Радовић”
У овом позоришту Сава Анђелковић је остварио много значајних улога, међу којима су:
- „Судбина једног Чарлија“ Александра Поповића,
- „Бор висок до неба“ Стевана Пешића,
- „Љуљашка“ Франа Пунтара,
- „Аска и вук“ Иве Андрића,
- „Цврчак и мрави“ Радослава Павелкића,
- „Свемирски змај“ Душана Ковачевића,
- „Алиса у земљи чуда“ Луиса Керола,
- „Позориште Ка-Ри-Ко“ Јована Јовановића Змаја,
- „Учитељ плеса“ Лопе де Веге,
- „Страдија“ Радоја Домановића,
- „Лоптица Скочица“ Јана Малика,
- „Бура“ Виљема Шекспира,
- „Добро јутро, капетане Пиплфокс“ Душка Радовића,
- „Лепотица и звер“ Лепренс де Бомон и многе друге.[5]

### Награде и фестивали
За наведене и друге представе, поред бројних годишњих награда Малог позоришта „Душко Радовић“, у периоду од 1976. до 1992. године, добио је и више других глумачких награда на фестивалима:
- На 2. Бијеналу југословенског луткарства, Бугојно, 1981. (похвала за глуму, „Цврчак и мрави“),
- На Сусретима професионалних позоришта лутака Србије, Београд, 1979. („Гињол у невољи“, награда за младог глумца - Милена Саџак),
- 17. Сусрети професионалних позоришта лутака Србије, 1984. („Цврчак и мрави“),
- 18. Сусрети професионалних позоришта лутака Србије, Зрењанин, 1985. („Краљевић Марко“),
- 20. Сусрети професионалних позоришта лутака Србије, Приштина, 1987. („Позориште Ка-Ри-Ко“),
- 21. Сусрети професионалних позоришта лутака Србије, Нови Сад, 1988. („Бура“),
- 22. Сусрети професионалних позоришта лутака Србије, Ниш, 1989. („Добро јутро, капетане Пиплфокс“),
- 23. Сусрети професионалних позоришта лутака Србије, Суботица, 1990. („Медвед с ружом“),
- 24. Сусрети професионалних позоришта лутака Србије, Зрењанин 1991. (колективна награда за представу „Кића у царству буба“)
- За свој педагошки рад добио је 2015. међународну награду за драмски одгој „Грозданин кикот“.[5]

### Улоге у филмовима, серијама и луткарским филмовима и серијалима
Сава Анђелковић је учествовао у следећим остварењима:
- "Краљевски воз" (1981)
- "Шећерна водица" (1993)
- у првом српском лутка-филму "Мрав пешадинац", (1993)
- у серијалима дечјег програма РТС-а: "Лаку ноћ децо" и "Шумске приредбе" Владимира Андрића (анимација лутака),
- "Усијане главе" (1977)
- "Врућ ветар" (1980),
- у више епизода серије Гроздане Олујић и Вере Белогрлић "Седефна ружа"
- у серијалу школског програма "Огледи из српскохрватског језика", дечијег програма РТС-а "Шарено осам" и "Пролазна станица" (анимација ТВ лутака),
- у серијалу образовног програма "Театар у Срба" (1992) и др.[5]

## Живот у Паризу
Сава Анђелковић је од 1994-2017. године радио на Универзитету Paris IV-Sorbonne, најпре као виши лектор, а потом као доцент славистике.
Као стручњак за босанску, хрватску, црногорску и српску књижевност на часовима историје уметности и драмске књижевности обрађивао је класичну и савремену књижевност, нарочито драмске текстове настале у последње две деценије 20. века.
На мастер студијама држао је семинаре из историје театра, теорије драме и анализе савременог драмског текста. При Универзитету Париз-Сорбона, годинама је водио двојезички студентски „Атеље театар на српскохрватском језику” у коме је до 2017. године адаптирао и режирао 44 представе према текстовима француских, босанскохерцеговачких, црногорских, хрватских и српских аутора (8 представа Јована Стерија Поповића, као и по једну од Стевана Пешића, Мирослава Крлеже, Боре Станковића, Миљенка Јерговића, Џевада Карахасана, Маје Пелевић, Иване Сајко, Слободана Шнајдера, Љубомира Ђурковића и др).

### Научни радови и књиге
Сава Анђелковић је аутор:
- докторске тезе: Комедије Јована Стерије Поповића (Presses universitaires du Septentrion, 2003)
- 80 Стеријиних комичких ликова (КОВ, Вршац),
- Драматургија Стеријиних комедија (Позоришни музеј Војводине, Нови Сад),
- Компаративно позориште, Атеље театра на Сорбони (Културни центар Рибница, Краљево, 2012),
- Дидаскалије (Издавачка књижарница Зорана Стојановића, Нови Сад)
- Генеза Стеријиних комедија (Стеријино позорје, 2023). [4]

Он је аутор двадесетак књига које потписује као приређивач, аутор или издавач, као и на стотине чланака објављених у француским и белгијским антологијама књижевности, позоришним речницима, зборницима и књигама, као и у стручним лингвистичким, књижевним и позоришним часописима и ревијама са подручја бивше Југославије.
Према Стеријиним аутографима издао је у Књижевној општини Вршац комедије: Превара за превару, Волшебни магарац, Судбина једног разума, Помиреније и Београд некад и сад (2005), до тада његов необјављен роман Дејан и Дамјанка или Паденије Босанског краљевства (2007) и Стеријине драмске рукописне преводе Ернани Виктора Игоа (2008), Несрећне џумбушлије Ј.Н. Нестроја (2015), као и допуњено издање књиге Милана Токина: Јован Стерија Поповић и Дата Стериана (2022).
Учествовао је на бројним научним скуповима у Француској и разним балканским земљама. Коорганизатор је научних скупова на Сорбони о Јовану Стерији Поповићу 2006, Марину Држићу 2008, Меши Селимовићу 2010. и Петру Петровићу Његошу 2013. године (са издатим зборницима), као и скупова Позориште данас у Босни и Херцеговини, Хрватској, у Црној Гори и Србији 2004. године чији су радови објављени у Француској и Србији.
Овај скуп театролога и универзитетских предавача је наставио са новим сусретима у различитим државама: Црној Гори („Могућности драматуршких читања“, 2005), Хрватској („Говор драме, говор глуме“, 2006) и Босни и Херцеговини („Драма и време“, 2007), такође са издатим зборницима радова у местима одржавања скупова.

### Преводи
Објавио је неколико превода стручних радова са француског језика у научним зборницима и часописима као и изабране комедије Жоржа Фејдоа у две књиге „Комедије у једном чину“ 2019. и „Брачне свађе“, 2022.